# North Kirktonmoor Cairn

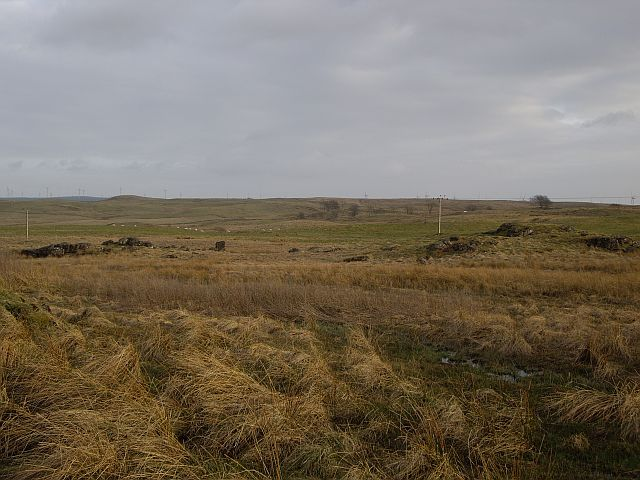
North Kirktonmoor Cairn

Der North Kirktonmoor Cairn, auch Kirktonmuir geschrieben, ist ein wahrscheinlich bronzezeitlicher Cairn südwestlich der namengebenden Farm in der schottischen Council Area East Renfrewshire. Er liegt auf einer Anhöhe etwa einen Kilometer südwestlich von Eaglesham. Der Cairn ist seit 1993 in den schottischen Denkmallisten als Scheduled Monument klassifiziert.

## Beschreibung
Cairns wurden von der Bronzezeit bis zur frühen Eisenzeit zwischen 3000 und 1000 v. Chr. angelegt. Wann der North Kirktonmoor Cairn errichtet wurde, ist nicht untersucht. Er liegt auf einer leichten Anhöhe und weist einen trapezförmigen Grundriss mit Seitenlängen von etwa 22,0 beziehungsweise 15,0 m auf. Der ungewöhnliche Grundriss könnte der Zerstörung der ursprünglichen Struktur durch Feldarbeiten geschuldet sein. Es gibt Anzeichen für eine Störung der Anlage in der Vergangenheit. Heute ist der Cairn von Erde bedeckt und grasbewachsen.